# Дюпюи, Пьер (историк)
Пьер Дюпюи́ (фр. Pierre Dupuy), также Петр Путеан (лат. Petrus Puteanus; 15 ноября 1582, Ажен — 14 декабря 1651, Париж) — французский историк, библиограф и правовед.

## Биография
Родился в семье парламентского советника Клода Дюпюи (1545—1594). Получил юридическое образование, с 8 февраля 1607 года мог практиковать как юрист.
В 1615 году был назначен Матьё Моле, генеральным прокурором парижского парламента, заниматься каталогизацией собрания документов, известного как «Trésor des chartes», располагавшегося в двух помещениях Сен-Шапели. Эту работу Дюпюи продолжал с 1615 по 1623 год, 31 января 1623 года за проделанный труд он был удостоен ранга государственного советника, а его работа и её копия оказались в Национальной библиотеке.
В 1617 году перед своей смертью Жак Огюст де Ту назначил Пьера и его брата Жака опекунами своего сына Франсуа Огюста и управляющими его архивами, частью которых была вторая по величине библиотека во Франции того времени. Переехав в его особняк, братья создали Академию Дюпюи (с 1635 года называлась Кабинетом, чтобы избежать путаницы с Французской академией) — неформальное интеллектуальное общество.
В августе—сентябре 1618 года Дюпюи жил в Гааге, выступал против иезуитов и помогал протестантам-арминианам. С 1624 года в ранге советника занимался юридическими вопросами при кардинале Ришельё. 3 ноября 1638 года стал членом Государственного совета. С июня 1645 года вместе с братом проживал в Париже на Рю-де-да-Харп (rue de la Harpe), в том же доме, где располагалась королевская библиотека.

## Сочинения
Оставил целый ряд сочинений. Главные работы:
- «Traités des droits et libertés de L’Eglise gallicane» (Париж, 1699),
- «La condamnation des Templiers» (1654),
- «Histoire du schisme d’Avignon» (1654),
- «Histoire des plus illustres favoris anciens et modernes» (1654).